# Lynn Margulis
Lynn Margulis, nombre de nacimiento Lynn Petra Alexander (Chicago, Illinois; 5 de marzo de 1938-Amherst, Massachusetts; 22 de noviembre de 2011), fue una destacada bióloga estadounidense, considerada una de las principales figuras en el campo de la evolución biológica.
 Licenciada en ciencias por la Universidad de Chicago, máster en la Universidad de Wisconsin-Madison y doctora por la Universidad de California en Berkeley, perteneció a la Academia Nacional de Ciencias de Estados Unidos desde 1983 y a la Academia Rusa de las Ciencias. En 2008, recibió la Medalla Darwin-Wallace. En 2011, fue nombrada profesora distinguida del Departamento de Geociencias de la Universidad de Massachusetts Amherst.
En 1999 recibió, de la mano del presidente estadounidense Bill Clinton, la Medalla Nacional de Ciencia. Fue mentora de la Universidad de Boston y fue nombrada doctora honoris causa por numerosas universidades; entre otras, por las de Valencia, de Vigo, la Autónoma de Madrid y la Autónoma de Barcelona. En colaboración con esta última, realizó trabajos de microbiología evolutiva en el Delta del Ebro.
Entre sus numerosos trabajos en el campo de la biología, destacó por describir un importante hito en la evolución, su teoría sobre la aparición de las células eucariotas como consecuencia de la incorporación simbiótica de diversas células procariotas (endosimbiosis seriada). Posteriormente, también postuló la hipótesis según la cual la simbiogénesis sería la principal fuente de la novedad y diversidad biológica De aceptarse su hipótesis, pondría fin a cien años de prevalencia de la actual teoría de la síntesis evolutiva moderna. Su importancia en el evolucionismo y el alcance de sus teorías están todavía por ver.

## Biografía
De nombre de soltera Lynn Petra Alexander, nació el 5 de marzo de 1938, en la ciudad de Chicago (Illinois, Estados Unidos). Fue la primera de las cuatro hijas del matrimonio Leona y Morris Alexander,  abogado y ama de casa, pareja con arraigo en la ciudad y posición acomodada.
Cursó estudios de enseñanza media en el instituto público Hyde Park. De aquella época se reconoce a sí misma: rebelde, maleducada y egocéntrica; incómoda en su entorno familiar. Cuando sus padres la trasladaron a la elitista Escuela Laboratorio de la Universidad de Chicago, regresó por su cuenta al instituto con sus antiguos amigos, lugar al que pensó que pertenecía. De esa época recuerda con agrado a su profesora de español, la señora Kniazza.
A los 16 años fue aceptada en el programa de adelantados de la Universidad de Chicago. En el primer año conoció al que sería su primer marido: Carl Sagan, ya popular entre los alumnos y alumnas: era alto, guapo y elocuente, fue un amor al instante. Se  licenció a los 19 años. Una semana después de recibir la licenciatura, el 16 de junio de 1957, Margulis y Sagan contraen matrimonio. De su paso por la Universidad de Chicago diría haber adquirido: un título, un marido y un más duradero escepticismo crítico.

Allí la ciencia facilitaba el planteamiento de las cuestiones profundas en las que la filosofía y la ciencia se unen: ¿Qué somos? ¿De qué estamos hechos nosotros y el universo? ¿De dónde venimos? ¿Cómo funcionamos? No dudo de que debo la elección de una carrera científica a la genialidad de esta educación «idiosincrásica».
Margulis sobre su clase de Ciencias Naturales II

En 1958, continuó su formación en la Universidad de Wisconsin como alumna de un máster y profesora ayudante. Estudió biología celular y genética: genética general y genética de poblaciones. De su profesor de estas dos últimas, James F. Crow, diría:

Cambió mi vida. Cuando dejé la Universidad de Chicago sabía que quería estudiar genética, pero después de las clases de Crow supe que sólo quería estudiar genética.
Margulis 2002, Planeta simbiótico, p28

De ese tiempo, en 1958, es su primer artículo científico. Integrada en el grupo de investigación de Walter Plaut, publica junto a él "Incorporation of thymidine in the cytoplasm of Amoeba proteus" en Journal of Biophysical and Biochemical Citology; en el que «demuestran la presencia de elevadas cantidades de ADN citoplasmático. Este resultado es interpretado como efecto de la presencia de un agente infectivo o por algún desconocido mecanismo de síntesis de ADN en el citoplasma. Están todavía lejos de entender que lo que realmente han descubierto es la presencia de ADN mitocondrial».
En 1961, Margulis se traslada junto a su familia a Oakland (Carl Sagan accede a un postdoctorado en su universidad) donde comienza en su universidad su tesis doctoral tutelada por el protistólogo marino Max Alfert. Ya habían nacido los dos hijos que tuvo con Carl Sagan: Dorion, en 1959; y Jeremy en 1960. Su cuidado impide que acepte una propuesta de trabajo en un laboratorio oceánico, continuando con los trabajos autoradiográficos ya iniciados en la Universidad de Wisconsin, pero, ahora, con protistas y cloroplastos.
En 1963, nuevamente, la familia se traslada, a Boston, al acceder Carl Sagan a un trabajo en el Departamento de Astronomía de la Universidad de Harvard (Boston, Massachusetts). Margulis contiúa su tesis doctoral en la Universidad de Brandeis en Waltham, cerca de Boston. En 1964 la pareja se divorcia. «El exceso de trabajo, la atención a sus dos hijos de corta edad y a un no menos demandante marido, hacen que el matrimonio se rompa». En 1965, terminada la tesis: "Unusual pattern of thymidine incorporation in the cytoplasm of Euglena", publicada en el Journal o Protozoology, amerita el doctorado por la Universidad de Berkely.

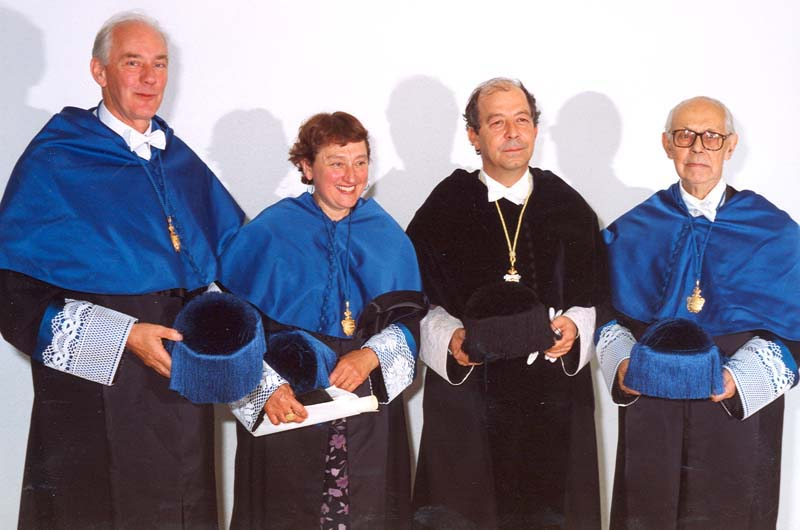
Investidura de Margulis como doctora honoris causa por la Universidad Autónoma de Madrid (UAM), junto a Peter David Townsend (izda.), el rector Raúl Villar y Eugenio Morales Agacino.

Desde un principio se sintió atraída por el mundo de las bacterias, que en aquel entonces se consideraban solo en su dimensión de gérmenes de carácter patógeno y sin interés en la esfera del evolucionismo. Durante este tiempo acumula datos sobre mitocondrias y cloroplastos y sus diferencias con otros orgánulos citopasmáticos, reconociendo en ellos caracteres hereditarios, capacidad para sintetizar proteínas y contener ácidos nucléicos. Estos trabajos la llevaron a la que ella considera obra maestra  de 1928: The Cell in Development and Heredity (La célula en el desarrollo y la herencia), escrita por E. B. Wilson. También a los trabajos sobre bacterias de Ivan E. Wallin,
Leyó trabajos ignorados y olvidados a fin de apoyar su primera intuición sobre la importancia del mundo microbiano en la evolución. Ella misma relata, en diferentes trabajos, cómo realizó su investigación y cuáles fueron los antecedentes de sus aportaciones, dando una amplia referencia de los trabajos de aquellos científicos que rescató del olvido para apoyar su pensamiento evolucionista.
En 1967 (dos años después de obtener el doctorado), incorporada ya al Departamento de Biología de la Universidad de Boston, en la que se mantendrá más de 20 años, después de haber sido rechazado una quince veces por diferentes revistas científicas, logra publicar en Journal of Theoretical Biology su artículo "On the origin of mitosing cells", en el que describe el origen simbiótico de la célula eucariota. En 1970, ampliado, ya en forma de libro, después de también ser rechazado, publica Origin of eukaryotic cells. En ellos, Margulis formuló la Teoría de la endosimbiosis seriada  (SET) que describe en origen simbiótico de las células eucariotas, para, posteriormente, defender la simbiosis como la principal fuerza generadora de novedad biológica (Teoría simbiogenética). Trabajos que son deudores de los rusos Konstantin Mereschkowski, A. S. Famintsyn y Borís Kozo-Polianski.

A medida que me di cuenta de la abundancia de encuentros simbióticos en la naturaleza, especialmente bacterias viviendo junto a, y en ocasiones dentro de, las células de insectos o gusanos, empezaron a intrigarme los tempranos investigadores a los cuales Wilson [E. B. Wilson] hacía referencia: l. E. Wallin, K. S. Merezhkovsky y A. S. Famintsyn. El relato aparece en el soberbio libro de Khakhina, ahora traducido al inglés. Sospechaba que estaban en lo cierto cuando planteaban la hipótesis de que las partes no nucleares de la célula, con su propia herencia peculiar, eran formas remanentes de bacterias que una vez vivieron en libertad.
Margulis 2002, Planeta simbiótico, p37

La teoría de la endosimbiosis seriada supuso el cuestionamiento del paradigma neodarwinista en aquel entonces mayoritariamente aceptado, según el cual, la vida evoluciona mediante pequeños cambios producidos por mutaciones aleatorias en el ADN, y la selección natural actuando sobre la competencia entre individuos y especies. El origen simbiótico de las células eucariotas, uno de los hitos más importantes de la evolución de la Vida, chocó frontalmente con conceptos troncales defendidos por la ortodoxia evolucionista de la época que reaccionó, procurando ignorarlo para, posteriormente, tratar de minimizar su importancia e implicaciones. Margulis se mantuvo tenaz en la defensa de estas teorías, así como en hacer valer la importancia del mundo microbiano y la simbiosis como principales fuerzas de la Vida y su evolución.
En 1967, se casó en segundas nupcias con Thomas N. Margulis (cristalógrafo en la Universidad de Boston) con el que tuvo dos hijos: Zachary (1967) y Jennifer Margulis (1969); divorciándose en el año 1982.
Durante los años 70, Lovelock y Margulis formularon la hipótesis Gaia. Lovelock la presentó en unas jornadas científicas sobre los orígenes de la vida en la Tierra celebradas en Princeton, New Jersey, en 1969. Según él mismo, los únicos que se interesaron por ella fueron Lars Gunnar Sillen y Lyn Margulis. Lovelock y Margulis volvieron a encontrarse en Boston al año siguiente, «iniciando una muy fructífera colaboración aún felizmente prolongada [1979] que, gracias a su talento y a sus conocimientos, iba a perfilar nítidamente los entonces todavía vagos contornos de Gaia».
La hipótesis Gaia postuló que las condiciones de la Tierra son modificadas y mantenidas por el conjunto de organismos que la habitan, principalmente las bacterias, que la hacen habitable. Dadas unas condiciones iniciales que posibilitaron que surgiese la Vida, la propia Vida ha venido modificando y manteniendo esas condiciones guardando un equilibrio que la posibilitan y favorecen. Nuevamente, esta idea se salió del marco neodarwinista escapando a su comprensión. Ford Doolittle objetaría que no existía la posibilidad de que organismos modificaran el clima para favorecer las condiciones idóneas para la Vida, sería aceptar que siguen un objetivo consciente. Margulis mantuvo que «Toda especie modifica su entorno en mayor o menor medida para optimizar su tasa de producción. Gaia no es excepción a esta norma, al ser el resultado de la suma de todas estas modificaciones individuales y porque en lo tocante a producción de gases, nutrientes y remoción de excretas, todas las especies están conectadas entre sí» y Lovelock en 1982 presentó su Mundo de margaritas, metáfora y simulación, que visualiza la viabilidad de la homeostasis en el ámbito planetario.
Durante décadas, Margulis junto a Lovelock trabajó para que la hipótesis Gaia venciese las resistencias de sus detractores. Según sus palabras: son «las dos principales ideas científicas en las que he trabajado durante toda mi vida profesional, la teoría de la endosimbiosis serial (SET) y Gaia, y la relación de la una con la otra, forman su tema central»
El origen simbiótico de la célula eucariota inspiró a Lynn Margulis para reinterpretar la sistemática y en 1978 propone junto a Robert Whittaker (proponente de la clasificación en cinco reinos) la clasificación de la vida en 5 reinos agrupados en dos superreinos: bacterias (procariotas) y eucariotas; entendiendo que existían diferencias radicales entre estos últimos. Actualmente se ha impuesto la clasificación de tres dominios propuesta por Carl Woese y colaboradores: Bacteria, Archaea y Eukarya. No obstante, Margulis defendió su clasificación en dos superreinos: «Todos los seres vivientes se componen de células que se clasifican sin ambigüedad en una de dos categorías: procarionte (bacteria) o eucarionte (organismos nucleados)».
A finales de la década de los 70  los avances en biología molecular y otras disciplinas vinieron a demostrar el origen simbiótico de la célula eucariota; en concreto el origen simbiótico de mitocondrias y cloroplastos. Margulis comenzó a cosechar honores y distinciones. En 1983 entra a formar parte de la Academia Nacional de las Ciencias de los Estados Unidos, así como, posteriormente, a la Academia Rusa de las Ciencias Naturales. En 1999 recibe la Medalla de Oro de la Academia de Ciencias Americana. Desde aquel entonces se fueron multiplicando la Universidades que la nombraron Doctora honoris causa, entre ellas las universidades españolas de Valencia, la Autónoma de Barcelona (UAB) y la Universidad de Vigo, así como la Universidad  San Francisco de Quito de Ecuador.
En 1988, accede al departamento de Botánica de la Universidad de Massachusetts-Amherst, Trasladándose posteriormente, a petición propia, a la cátedra de Geociencias, donde sería nombrada Catedrática Honorífica, donde se mantendrá hasta el momento de su muerte.
Desde 1967, año en el que publicara su artículo "On the origin of mitosing cells", Margulis desarrolló una intensa actividad llevando a cabo trabajos de laboratorio y de campo, dando conferencias, asistiendo a simposios, publicando libros y artículos. Todo encaminado a hacer valer el origen simbiótico de los eucariotas en toda su extensión, procurando que no fuese considerado como un hecho aislado, como así era calificado desde la ortodoxia neodarwinista, y defendiendo la simbiosis como la principal fuente de novedad biológica, impulsora de la evolución de la Vida. Paralelamente, vino desarrollando una importante labor docente en diversas universidades de todo el mundo, entre ellas la Autónoma de Barcelona (UAB).
En su última etapa mantuvo una estrecha relación con España a través de diversas universidades; principalmente, la universidad de Valencia y la Autónoma de Barcelona. En esta última, fue profesora visitante en los años 80, donde participó en trabajos de campo en el lago de Banyoles y el Delta del Ebro sobre tapetes microbianos, trabajos iniciados y realizados mayoritariamente en la Laguna de Figueroa (Baja California, México).
En 2008, la Sociedad Linneana de Londres le concedió la medalla Darwin-Wallace.
Margulis murió el 22 de noviembre de 2011 en su casa en Amherst, Massachusetts, cinco días después de sufrir un accidente cerebrovascular hemorrágico. Estaba profundizando en el estudio de diferentes espiroquetas y su posible protagonismo en procesos simbiogenéticos. Seguía ocupada en su intento de demostrar que el origen de los flagelos de las células eucariotas se hallaba en las espiroquetas, defendiendo la importancia de los microorganismos en los procesos evolutivos y la simbiosis como principal fuerza evolutiva de la Vida.
Con motivo de su fallecimiento, se multiplicaron los obituarios de científicos, universidades, principalmente las que tuvieron una estrecha relación con ella, alumnos y prensa especializada y generalista en los que se destacaban sus logros científicos, así como su calidad humana. La Universidad de Massachusetts-Amherst (UMASS), a la que perteneció desde 1988, celebró los días 23 y 24 de marzo de 2012 el simposio Lynn Margulis. Celebrando una vida en la ciencia: «Más de 60 oradores (científicos, profesores, amigos y familiares de todo el mundo) elogiaron y comentaron sobre el pensamiento revolucionario de Margulis, su coraje y tenacidad, su generosidad y energía ilimitada».
Del origen simbiótico de la célula eucariota, únicamente se acepta, por demostrado, el origen simbiótico de mitocondrias y cloroplastos; no se admite en origen simbiótico de los flagelos, y el del núcleo, el que sería primer proceso simbiótico, está en discusión. No obstante, la demostración, a finales de los años 70, de que mitocondrias y cloroplastos tienen un origen simbiótico, evidenció procesos simbióticos en la formación de las células eucariotas, unido esto a la promoción del mundo microbiano como agente activo en la evolución de la Vida, y su defensa de una naturaleza  en la que los procesos simbióticos están generalizados, inició lo que se ha llegado a considerar «una revolución» en la Biología y la evolución biológica. Revolución que ha venido afectando a muy diversas disciplinas científicas.
La microbiología ha pasado a un primer plano para describir la Vida y su evolución; la simbiosis y la simbiogénesis se consideran procesos generalizados en la naturaleza, poniendo en cuestión la individualidad de los organismos: actualmente (2024), se les considera un conjunto de organismo y microorganismos asociados en estrecha evolución: «holobionte» (hospedador y simbiontes); el árbol que describe la evolución de la Vida tiende a transformarse en una red donde en lugar de ramas que se diversifican independientemente, se entrecruzan; la clasificación de los diferentes organismos se está reevaluando y modificando. Al paradigma de una naturaleza dominada por la competencia entre organismos y especies se contrapone la visión de una naturaleza en la que progresan aquellos que "aprenden" a cooperar; y a la mutación aleatoria, simbiogénesis  como fuente de novedad biológica.
En 2014 la Universidad de Massachusetts-Amherst en la web de Geosciences, bajo el título La "nueva biología" inspirada en Margulis supera el punto de inflexión: Derroca el neodarwinismo con una visión ecológica de la evolución, se felicitaba por el respaldo que suponía para Margulis la portada de enero de  la revista Science News (unas manos humanas pixeladas con puntos multicolores significando el concepto holobionte), al tiempo que se refería a los artículos Visión simbiótica de la vida: nunca hemos sido individuos
de Scott F. Gilbert, Jan Sapp y Alfred Tauber, y Animales en un mundo bacteriano, un nuevo imperativo para las ciencias biológicas
de Margaret McFall-Ngai.
En 2020, Philip J. Hilts recordó el apoyo que la NASA, en 1971, dio a Margulis proporcionándole financiación para su investigación, en momentos en los que  «no sabía a quién acudir». Cita a Robert Hazen del Instituto Carnegie para la Ciencia que considera este hecho: «Un momento clave en la biología moderna».
Margulis destacó como «un ejemplo de persistencia ante el fracaso».
Su pensamiento evolucionista no encajaba en el paradigma establecido en su tiempo: «En la mente de muchas personas, ella pasó por alto los poderes fácticos y llevó sus teorías directamente al público, lo que molestó a todos. Les molestó especialmente porque resultó que ella tenía razón. Si es pecado llevar tus teorías al público, entonces es un doble pecado llevar tus teorías al público y tener razón».

## Investigaciones y aportes científicos
Su trayectoria científica quedó marcada en su formación académica y por su primer trabajo, el artículo "On the Origin of Mitosing Cells" sobre los orígenes de la célula eucariota (firmado con su nombre de casada en aquel tiempo: "Lynn Sagan"). 
Margulis, terminado su periodo de formación académica en la Universidad de Chicago, es admitida como alumna de máster en la Universidad de Wisconsin, donde aprendió genética general y genética de poblaciones de su profesor de máster James F. Crow. Si bien ya se sentía atraída por la genética, a Crow le reconoce haber acrecentado ese interés hasta convertirlo en su vocación: «después de las clases de Crow supe que sólo quería estudiar genética». Fue en ese periodo de formación cuando surgió su interés por los primeros pasos de la vida en la Tierra, los microorganismos y, también, cuando comienza su enfrentamiento con el neodarwinismo: «sentí que el campo de la genética de poblaciones, con su insistencia en conceptos neodarwinistas demasiado abstractos, tales como "carga mutacional", "aptitud" y "coeficientes de selección", enseñaba más una religión que una descripción de las reglas por las cuales los organismos transmitieron sus genes y evolucionaron».
También, en este tiempo, profundiza sus conocimientos sobre células, mitocondrias, cloroplastos y su capacidad de transferencia hereditaria. Integrada en el grupo de investigación de Walter Plaut, en 1958, publica junto a él su primer artículo científico: "Incorporation of thymidine in the cytoplasm of Amoeba proteus" en Journal of Biophysical and Biochemical Citology, en él, se demuestra la presencia de elevadas cantidades de ADN citoplasmático. Y tiene acceso a la que ella considera «obra maestra de 2028»: The Cell in Development and Heredity (La célula en el desarrollo y la herencia), de E. B. Wilson, y los trabajos sobre bacterias de Ivan E. Wallin.
Solo unos años después de terminada su formación académica (dos años después de obtener el doctorado), incorporada ya al Departamento de Biología de la Universidad de Boston, en 1967, Margulis llegó a la elaboración de su teoría sobre la eucariogénesis (SET), plasmada en su artículo "On the Origin of Mitosing Cells", mediante un trabajo de prospección en una amplia literatura olvidada, dispersa y en casos denostada.

Aunque estas ideas no son nuevas, Merechowsky (1910) & Minchin (1915) en Wilson (1925), Wallin (1927), Lederberg (1952), Haldane (1954), Ris & Plaut, en este artículo han sido sintetizadas de tal manera que sean consistente con datos recientes sobre la bioquímica y citología de orgánulos subcelulares. De acuerdo tanto con el registro fósil como con esta teoría, los eucariotas inferiores (protozoos, algas y hongos eucariotas) ahora pueden incluirse en un único árbol filogenético (Fig. 1). En contraste con el pensamiento previo sobre el tema (Cronquist, 1960; Dougherty & Allen, 1960; Fritsch, 1935), muchos aspectos de esta teoría son verificables mediante técnicas modernas de biología molecular [como así fue].
 Lynn Sagan 1967. "On the Origin of Mitosing Cells"

La recepción del artículo, firmado por una recién llegada al evolucionismo, contradiciendo fundamentos del neodarwinismo, supuso un rechazo frontal, necesitando una década para ser admitido en parte, tomado como un hecho puntual que bien podría asimilarse al paradigma neodarwiniano. Su versión edulcorada pasó a formar parte de los libros de texto.
"On the Origin of Mitosing Cells" fue el origen de todo su trabajo científico. Hizo frente a las críticas hasta que a finales de los años 1970 fue aceptado en parte ante las evidencias que fueron surgiendo, principalmente de la biología molecular. Al tiempo, elevó su tesis sobre la relevancia de los microorganismos al ámbito planetario, dotando a la teoría Gaia de Lovelock de un soporte químico. 
Desde entonces, su vida la dedicó a intentar demostrar el origen simbiótico de la célula eucariota en toda su extensión, defender la omnipresencia de la simbiosis, defender la simbiogénesis como principal fuente de novedad biológica, así como, hacer valer su visión holística de la Vida y su evolución, involucrando a la biosfera, entendiéndola como un todo autopoyético (autorregulado).

### Teoría de la endosimbiosis seriada
Toda idea científica pasa por tres etapas. Primero, es ridiculizada. En segundo lugar, se opone a ella violentamente o se afirma que sólo tiene una importancia menor. En tercer lugar, se acepta como algo evidente
 atribuido a William Whewell.

La teoría de la endosimbiosis seriada describe el origen de las células eucariotas como consecuencia de sucesivas incorporaciones simbiogenéticas de diferentes células procariotas. Margulis consideró que esta teoría en la que define ese proceso con una serie de interacciones simbióticas, es su mejor trabajo.
En 1966, tras quince intentos fracasados de publicar sus trabajos sobre el origen de las células eucariotas, logró que la revista Journal of Theoretical Biology aceptara y publicara a finales de 1967 su artículo Origin of Mitosing Cells (gracias, según dijo, al especial interés del que fuera su editor James F. DaNelly).
Max Taylor, profesor de la Universidad de la Columbia Británica especializado en protistas la bautizó con el acrónimo SET (Serial Endosymbiosis Theory).
Margulis continuó trabajando en su teoría sobre el origen de las células eucariotas y lo que en principio fue un artículo adquirió las dimensiones de un libro. Nuevamente fracasó en sus intentos de publicar. La que entonces era su editorial, Academic Press, tras mantener el manuscrito retenido durante cinco meses, le envió una carta donde le comunicaban su rechazo sin más explicaciones. Tras más de un año de intentos, el libro fue publicado por Yale University Press.

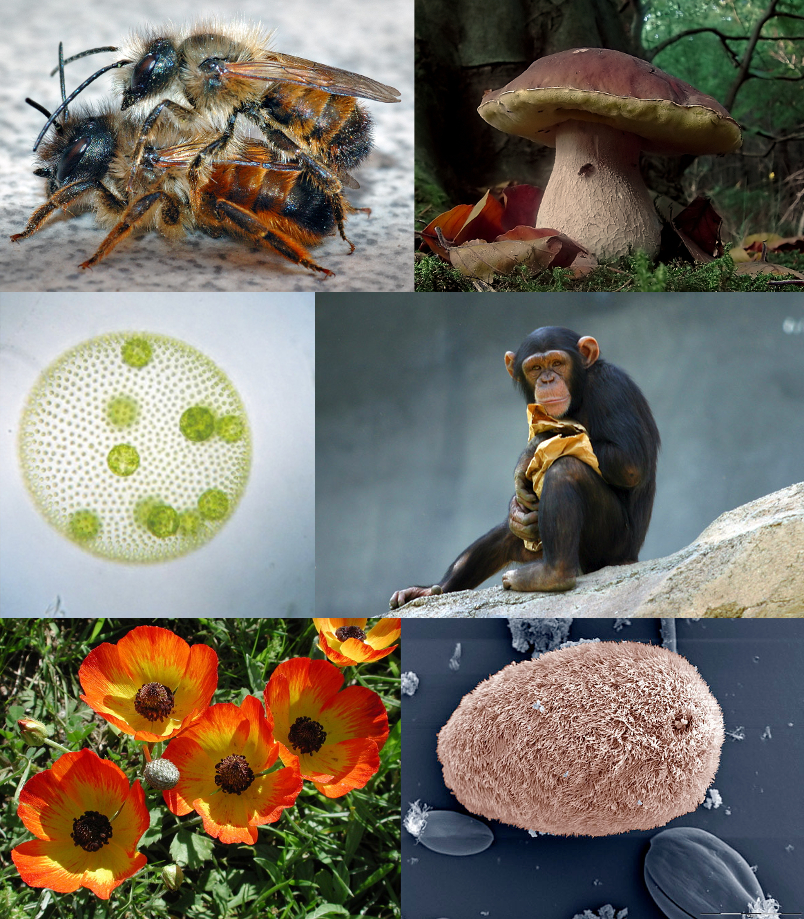
Variedad surgida de las células eucariotas.

El paso de procariotas a eucariotas significó el gran salto en complejidad de la vida y uno de los más importantes de su evolución.Sin este paso, sin la complejidad que adquirieron las células eucariotas, sin la división de trabajo entre membranas y orgánulos presente en estas células, no habrían sido posibles ulteriores pasos como la aparición de los organismos pluricelulares. La vida, probablemente, se habría limitado a constituirse en un conglomerado de bacterias. De hecho, los cuatro reinos restantes procedemos de ese salto cualitativo. El éxito de estas células eucariotas posibilitó las posteriores radiaciones adaptativas de la vida que han desembocado en la gran variedad de especies que existe en la actualidad.
En los años 1960 este paso no constituía ningún problema de comprensión, la teoría de la Síntesis evolutiva moderna se había ya consolidado y desde este paradigma, este paso se habría dado mediante pequeños cambios adaptativos producto de mutaciones aleatorias (errores en la replicación del ADN) que la selección natural se habría encargado de fijar. También, en aquel tiempo, el evolucionismo, liderado principalmente por zoólogos, ponía énfasis especialmente en el reino animal. Las bacterias pasaban desapercibidas para ese campo de la ciencia y eran tratadas casi exclusivamente como agentes patógenos, estudiadas desde el campo de la medicina.
Con anterioridad a Margulis, principalmente a finales del siglo XIX y principios del siglo XX, diferentes científicos intuyeron y llegaron a proponer que el paso de procariotas a eucariotas era el resultado de interacciones simbióticas (los rusos Konstantin Mereschkowski, A. S. Famintsyn y Borís Kozo-Polianski; así como Ivan E. Wallin). Propuestas que fueron desestimadas, incluso ridiculizadas, y que costó perder el prestigio profesional a sus proponentes.
Estos trabajos permanecieron olvidados hasta que Margulis, intuyendo igualmente el origen simbiótico de las eucariotas, los rescató y se apoyó en ellos para formular su teoría simbiogenética.
La propuesta simbiogenética de Margulis chocaba y aún hoy en día choca con el paradigma neodarwiniano, aunque ya se haya aceptado como un hecho puntual su papel en la aparición de las células eucariotas. La fusión de organismos y la plasmación de esa fusión en el ADN del individuo resultante contradicen la tesis neodarwiniana presente en la teoría de la Síntesis evolutiva moderna de que la evolución de los organismos y la aparición de nuevas especies tiene su origen, principalmente, en errores en la replicación del ADN (mutaciones aleatorias). La propuesta de Margulis, con las bacterias como agentes activos en un paso tan importante de la evolución, también resultó exótica para el evolucionismo de la época, para el que las bacterias habían pasado desapercibidas. Para apoyar su hipótesis, Margulis reunió «gran número de hechos morfológicos, bioquímicos y paleontológicos» propios y de otros científicos.
El escepticismo y el rechazo inicial que suscitó la posibilidad de que las células eucariotas hubiesen evolucionado por simbiogénesis, tuvieron que modificarse, dando paso a la parcial aceptación de la teoría, ya que aún hoy se encuentran entre nosotros los descendientes de aquellas primigenias bacterias que protagonizaron estas simbiosis.
Margulis se vio gratamente sorprendida cuando durante los años 1970 su teoría bautizada con el acrónimo SET comenzó a despertar el interés del mundo académico, apareciendo trabajos de investigadores y estudiantes de doctorado que desarrollaban aspectos de su teoría.
La endosimbiosis seriada fue apoyada por Rayen, Schnepf & Brown y, en principio, por Taylor; y muy atacada por otros autores como Alsopp, Raff & Mahler, Bogorad,...
Probada la incorporación simbiótica de mitocondrias y cloroplastos, se abrió el debate sobre el origen simbiótico del núcleo, surgiendo numerosas tesis sobre este origen. Tesis de su origen autógeno (mediante pequeñas y continuas modificaciones de un único procariota, sin necesidad de recurrir procesos simbióticos) defendidas desde posiciones neodarwinistas y diferentes tesis sobre su origen simbiótico. 
«Es sorprendentemente fácil comprobar si el cloroplasto o la mitocondria es un endosimbionte, pero es difícil comprobarlo en el caso del núcleo». Si bien en el caso de cloropastos y mitocondrias se prueba al encontrase ancestros entre los procariotas de vida libre, en el caso del núcleo este método no es válido ya que el núcleo es característico de la propia eucariota (inevitablemente se encontraran ancestros procariotas). «la prueba de la hipótesis endocariótica se retrasó porque el núcleo era la característica definitoria de los eucariotas». La disponibilidad de genomas completos y parciales de diversos microorganismos apoyó la tesis simbiótica. Dada la actual imposibilidad de definir concretamente el proceso y los simbiontes, aún, hoy en día (2024), este proceso se halla en discusión. 
Desde entonces, la SET se ha ido abriendo camino quedando probada la incorporación de tres de los cuatro simbiontes (hospedador, mitocondrias y  cloroplastos) o si se quiere, dos de los tres pasos propuestos por Margulis (la hipótesis de la incorporación de las espiroquetas no se considera probada). No obstante, Margulis siguió defendiendo el origen simbiótico del núcleo y la motilidad de las celular eucariotas, manteniendo a las espiroquetas como sus responsables. 
Lynn Margulis publicó en 2010 un artículo científico en Biological Bulletin con sus últimos descubrimientos sobre los cilios de las células eucariotas que aportaría posibles pruebas del origen simbiótico de estas estructuras, y su relación con el origen de la mitosis: «Existen formas intermedias en las que no se puede ver si son cilios o espiroquetas (bacterias helicoidales). Ahora hemos obtenido cada paso, y eso es noticia.»

Ahora tenemos cada paso y no hay eslabones perdidos en este tipo de simbiogénesis en la formación de cilios. Formamos relaciones con las espiroquetas pero cada paso está analizado. Para comprender este esquema hay que elegir cada elemento y ponerlo en orden porque en la naturaleza este orden no existe. Empezamos con un esquema teórico y en la vida tenemos ya exactamente lo que hemos predicho y todo va en la misma dirección.
Entrevista con Lynn Márgulis, Muchas de las cosas que nadie sabe de Darwin han pasado en Chile, SINC, 27/11/2009

La mayor oposición a la teoría se encuentra en la intervención de espiroquetas en los procesos simbióticos. No obstante, se impone el origen simbiótico del núcleo, aunque existan, al menos, 20 diferentes versiones que afectan a los simbiontes en concreto y al orden en el que se dieron las distintas incorporaciones.
Pasados cincuenta años de la publicación de su artículo Origin of Mitosing Cells, la disputa que Margulis mantuvo con el neodarwinismo durante toda su actividad científica,  parece decantarse a su favor. En 2021, The New York Times recogía un ensayo de Sabina Caula y Sandra Caula que bajo el título "Más Margulis, menos Darwin" podía leerse: «Todo indica que hay que cambiar esta noción -el único mecanismo evolutivo es la competencia- y destronar uno de los paradigmas más difundidos por el pensamiento moderno».

Cincuenta años después de la publicación de "Origin of Mitosing Cells", y tras haber soportado duras críticas e importantes dosis de indiferencia, el legado de Lynn Margulis parece más sólido que nunca. Ciertamente, algunas de sus ideas originales, en particular el origen simbiótico de los flagelos, no han resistido la prueba del tiempo. Sin embargo, no sólo el origen simbiótico de las mitocondrias y los cloroplastos sino, sobre todo, el de la propia célula eucariota están hoy fuera de toda duda. Las eucariotas son simbióticas.
"Symbiosis in eukaryotic evolution". 2017. Purificación López-García ,Laura Eme, David Moreira.

### Teoría simbiogenética
La biología evolutiva se centra, desde sus inicios, en el estudio de animales y plantas, a los cuales se considera actores de las innovaciones que han conducido a los máximos niveles de complejidad y especialización. Para Margulis, estos organismos de superior complejidad son comunidades de individuos menos complejos capaces de sobrevivir.
Margulis formuló la hipótesis de que las bacterias serían las artífices de esta complejidad y de los actuales refinamientos de los diferentes organismos. A una visión de animales, plantas y, en general, de todos los pluricelulares como seres individuales, contrapone la visión de comunidades de células autoorganizadas, otorgando a dichas células la máxima potencialidad evolutiva. Las consideró el motor de la evolución.

Además, esta línea de pensamiento sobre la importancia de la simbiosis le ha servido para liderar la idea de que gran parte del progreso evolutivo se debe al consorcio entre organismos con genomas diferentes. La doctora Margulis está convencida de que, aunque la mayor parte de los científicos parece no querer darse cuenta de ello, la ciencia ha venido documentando la evolución en acción en forma de literatura fragmentada y aun de forma desorganizada, pero que recoge casos para el estudio de su evolución. Los agentes del cambio evolutivo tienden a ser, por tanto, organismos plenamente vivos -microbios- y no tan sólo las mutaciones aleatorias.
Nuria Anadón, Universidad de Oviedo

Margulis, al buscar y valorar los antecedentes de sus trabajos, en lugar de diluir estos antecedentes acuñando nuevos términos, procuró usar los de autores anteriores. Es el caso del término «simbiogénesis» (Konstantin Mereschkowski, 1855-1921), que rescata y con el que define el núcleo central de su propuesta para la biología evolutiva.
Consideró que, al igual que las células eucariotas (origen de protistas, animales, hongos y plantas) tienen su origen en la simbiogénesis, la mayoría de las adquisiciones de caracteres de los pluricelulares serían producto de la incorporación simbiótica de, principalmente, bacterias de vida libre.
Restó valor a las mutaciones aleatorias, considerándolas sobrevaloradas por la biología evolutiva actual, y planteó una nueva visión de la evolución por incorporación genética; en que los organismos tenderíamos a organizarnos en consorcios:

La simbiogénesis reúne a individuos diferentes para crear entidades más grandes y complejas. Las formas de vida simbiogenéticas son incluso más improbables que sus inverosímiles «progenitores». Los «individuos» permanentemente se fusionan y regulan su reproducción. Generan nuevas poblaciones que se convierten en individuos simbióticos multiunitarios nuevos, los cuales se convierten en «nuevos individuos» en niveles más amplios e inclusivos de integración.
Margulis, Planeta Simbiótico

La hipótesis de la simbiogénesis como principal fuerza evolutiva, tal y como la postuló Margulis, lejos de complementar el actual paradigma de la síntesis evolutiva moderna, lo contradice abiertamente. También implica la crítica a diferentes postulados de Darwin que forman parte de la teoría de síntesis evolutiva moderna, como el gradualismo (también contestado por el equilibrio puntuado). Postuló que, si el darwinismo es un proceso gradual, los procesos simbiogenéticos son bruscos, con lapsos de tiempo breves respecto a las magnitudes que se barajan en el proceso evolutivo de la vida. Si Darwin postulaba ese gradualismo a pesar de la ausencia de evidencias en el registro fósil (argumentando lo incompleto del mismo) cuando postuló su teoría; Margulis (al igual que Niles Eldredge y Stephen Jay Gould) consideró que la ausencia de algunas de las etapas de ese gradualismo en el registro fósil no se debería a imperfección (hay que destacar que en el registro fósil, este proceso se ha ido completando desde los tiempos de Darwin), sino porque los procesos de especiación son puntuales, lo que coincidiría con lo registrado.
No obstante, recalca que «las revelaciones de gran parte de la ciencia más allá de su siglo, ampliadas por la biología molecular y la paleontología, son completamente coherentes con la intuición de Darwin».
También contradijo la visión de Darwin de una naturaleza estática con recursos limitados en la que las especies y los individuos luchan por encontrar un hueco. Esta se explica desde el darwinismo mediante la metáfora de las cuñas, donde se representa a la naturaleza como una superficie limitada que, cuando está completa, al insertar una cuña (una nueva especie o un nuevo individuo) desplaza otra. Margulis hace hincapié en la capacidad de la propia vida para modificar el ambiente y generar nuevos recursos.
Así su hipótesis, se enfrenta la actual teoría de la síntesis evolutiva moderna, respaldada actualmente por la comunidad científica. Plantea un choque frontal, ya que ésta mantiene que la novedad biológica proviene de las mutaciones aleatorias (errores genéticos) y la simbiogénesis propone que una gran parte de las características de los organismos proceder principalmente de la interacción de estos organismos, principalmente con bacterias.
Pongamos como ejemplo de los dos modelos (la síntesis evolutiva moderna y la simbiogénesis) la evolución del ojo, tan traída y llevada por los que han querido desacreditar el evolucionismo o defenderlo. La explicación de la síntesis evolutiva moderna, la extraemos de Dawkins: ocurrido un error genético que proporcione al individuo la más mínima ventaja selectiva, la selección natural primaría a ese individuo y su estirpe proliferaría. Más adelante, se daría otra pequeña mejora en el mismo sentido que la anterior, producto de otro error genético, que proporcionaría al individuo otra pequeña ventaja y así sucesivamente hasta llegar al actual estado del órgano de la vista.
En contraposición a esta explicación azarosa con cambios graduales para la evolución del ojo, la simbiogénesis plantea que muchas de las características del órgano de la visión estarían relacionadas con la adquisición de genomas, con la interacción de los organismos con diferentes bacterias y con la posterior incorporación de sus genomas al ADN propio del individuo. Relaciones que en principio pudieron ser parasitarias llegaron a ser mutualistas.
Postula que diferentes bacterias con capacidad fotosensible, presentes y detectables en la naturaleza, pudieron iniciar una relación parasitaria con el individuo infectado y, con el tiempo, este individuo lograría sacar provecho de esa especialidad de su parásito. La selección natural se habría encargado de afinar todo el proceso.
En contra de la ortodoxia neodarwiniana que apoya la actual teoría de la síntesis evolutiva moderna, Margulis indicó que las mutaciones son en un 99 % dañinas para el organismo, no considerándolas como el principal origen de las novedades evolutivas.
La mayoría del mundo académico no acepta la simbiogénesis como válida. Actualmente, la teoría de la síntesis evolutiva moderna se acepta como válida y la mayoría de biólogos defienden su paradigma: que la novedad biológica procede igualmente de los errores genéticos y es fijada por la selección natural. En este aspecto Ernst Mayr, en el prólogo del libro de Margulis Captando genomas, resaltando la importancia de los procesos simbióticos, niega que los procesos simbióticos sean los actores de las especiaciones, destacando que «no existe indicio alguno de que ninguna de las 10.000 especies de aves o de las 4.500 especies de mamíferos se hayan originado por medio de la simbiogénesis» (como tampoco está demostrado que haya surgido ninguna especie como consecuencia de un error genético).
Además rechaza la apreciación de Margulis según la cual tales procesos simbióticos puedan calificarse de lamarckianos. También, Maynard Smith, en su libro Ocho hitos de la evolución se enfrenta a la visión simbiogenética de Margulis:

Lynn Margulis, que presentó las evidencias que persuadieron a los biólogos de que mitocondrias y cloroplastos fueron en otro tiempo simbiontes, ha afirmado a veces que la simbiosis es la fuente principal de novedad evolutiva, y que la selección natural ha sido de importancia menor. Esto es inaceptable. [...] La simbiosis no es una alternativa a la selección natural; más bien es al revés: necesitamos una explicación darwiniana de la simbiosis.
John Maynard Smith, Ocho hitos de la evolución

Cabe señalar que Margulis nunca ha cuestionado la selección natural (solo el importante rol que da a las mutaciones). Al contrario, la considera necesaria para fijar las relaciones simbióticas.
Es difícil encontrar publicadas críticas a su hipótesis simbiogenética dentro de la comunidad científica, pero numerosos especialistas en el campo de la evolución la rechazan y consideran satisfactoria la teoría de la síntesis evolutiva moderna. Si la teoría simbiogenética fuera corroborrada y aceptada, supondría el fin del neodarwinismo tras cerca de cien años de prevalencia.

### Hipótesis Gaia
Lovelock postula que tanto la composición química de la atmósfera, como su temperatura global, la salinidad de sus océanos y la alcalinidad de la superficie de éstos (pH 8,2), no son parámetros aleatorios, sino que presumiblemente vienen regulados por el metabolismo de la suma de la vida sobre la Tierra. Esta clase de modulación global no significa que la superficie de nuestro planeta sea el equivalente a un organismo, porque, a diferencia de la biosfera, no puede sobrevivir de sus propios residuos ni respirar sus propias excreciones gaseosas. Sin embargo, la superficie de la Tierra sí presenta algunos rasgos propios de los organismos. Está construida en gran medida a base de células que se reproducen, toma sus nutrientes del agua y produce incesantemente residuos. Ambos entran en asociaciones ecológicas, en ocasiones simbióticas, absolutamente necesarias para el reciclado de residuos, lo cual determina que el reino celular se expanda. El resultado consiste en que, con el paso del tiempo, el medio ambiente se vuelve cada vez más organizado, diferenciado y especializado.
Margulis, Captando genomas.

Desde el momento en que Lovelock formuló la hipótesis Gaia, Margulis la apoyó y procuró extenderla, aportando su visión según la cual las bacterias son las principales responsables de las transformaciones químicas de la biosfera.

Especialmente interesante […] la intensa colaboración que ha mantenido con el científico James Lovelock, autor de la hipótesis Gaia, que considera la Tierra como un superorganismo capaz de autorregularse y que regula su superficie de modo muy diferente a como lo haría un planeta similar en tamaño y posición relativa respecto al Sol, pero carente de vida.
Isabel Esteve, UAB.

La hipótesis Gaia ecológica postula que las condiciones de la Tierra se han visto modificadas por la propia vida. Antes de formularse, se aceptaba que la vida había surgido y había evolucionado porque la Tierra contaba con las condiciones óptimas para que esto se produjese. La Tierra habría evolucionado independientemente de la presencia de los seres vivos, y estos se habrían ido adaptando a esas condiciones cambiantes. Gaia propone que una vez dadas las condiciones para que surgiera la vida en la Tierra, la propia comunidad de seres vivos ha sido la principal responsable de los cambios operados en el planeta y de las radicales diferencias que existen entre la Tierra y el resto de planetas del sistema solar.
Gaia propone que vida y medio ambiente interaccionan, comportándose como un todo, diluyendo las diferencias entre materia orgánica e inorgánica, configurando un sistema en el que una y otra se nutren mutuamente. Margulis expone que la química de la atmósfera, la salinidad de los océanos, no son fortuitas, están relacionadas con la respiración de trillones de microorganismos que la modifican. La acción de la materia orgánica con sus trasformaciones y reutilizaciones ha venido modificando la Tierra convirtiéndola en un planeta más «habitable», ampliando la posibilidad de contener más vida.
La formulación de la hipótesis Gaia incluyó tres aspectos de la biosfera: temperatura, composición de la atmósfera y salinidad de los océanos. En la actualidad, sus proponentes trabajan en ampliarla a otros aspectos. Se preguntan si la responsable de la retención del agua en la Tierra ha sido la vida, hasta donde alcanza en profundidad la biosfera o si la salinidad es exclusiva responsabilidad de las interacciones de la vida: «Acuden igualmente a la mente otras preguntas, como si el granito es o no una roca gaiana, o si la distribución en el tiempo y el espacio de las grandes formaciones férricas está o no directamente relacionada con la génesis y el desarrollo de la vida».

### Margulis, y el estudio de la evolución

#### Lamarck, Darwin y Margulis

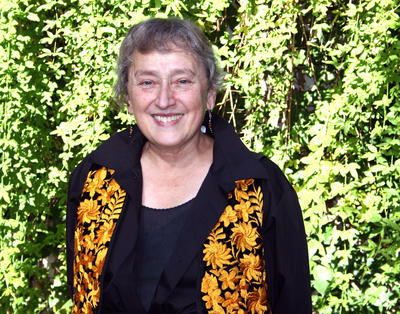
Lynn Margulis en el simposio internacional celebrado en la Fundación Ramón Areces, en Madrid (noviembre de 2009).

Margulis evitó llamarse directamente lamarckista o neolamarckista, teoría denostada desde el evolucionismo. Sin embargo, valorando la aportación de Darwin al evolucionismo, también rescató y valoró la figura y la teoría de Lamarck.
Margulis consideró que el propio Darwin habría llegado a ser lamarckista, refiriéndose a su teoría, evidentemente lamarckista, sobre los caracteres adquiridos que él denominó «pangénesis».
Margulis entendió la selección natural como una consecuencia de la evolución de los organismos: «Lo que Darwin llamó “selección natural” es simplemente este hecho de eliminación. Nunca el 100 % de la descendencia logra sobrevivir y reproducirse. El potencial biótico no se alcanza, salvo por períodos muy cortos de tiempo bajo condiciones ambientales extremadamente permisivas»; negándole así un carácter creativo. Para Margulis, la selección natural sigue sin dar respuesta a la fuente de novedad evolutiva, defendiendo la simbiogénesis: «Durante más de cuarenta años he oído repetidamente hablar de los errores genéticos. Los errores genéticos existen, pero generan enfermedades. No se conoce que haya surgido ninguna especie mediante errores genéticos. Sin embargo, observo numerosos casos de simbiogénesis».

Después de 150 años, se puede decir con certeza que Darwin tenía razón, que existe un proceso de evolución y de selección natural. Esto se ha demostrado gracias a experimentos de bioquímica que no existían en su época. Ahora sabemos que todos los seres vivos tenemos un pasado común y que procedemos de un linaje, pero aún no se ha establecido cuál es la fuente de esa innovación que da lugar a las nuevas especies.
Lynn Margulis, entrevista: En EEUU, si no crees en Dios, eres un asesino, Marta del Amo, Público, 6/11/2009.

Margulis defendió la herencia de los caracteres adquiridos postulada por Lamarck. Pero a diferencia de este, consideró que no son rasgos (fenotipos) lo que se heredan, sino serían genomas o conjuntos de genomas "adquiridos en vida" por los individuos.

#### Margulis y la síntesis evolutiva moderna
Margulis considera que la síntesis evolutiva moderna (neodarwinismo) otorga al genoma la cualidad de entidad fundamental en la evolución, con los errores producidos en su replicación como el origen principal de los cambios que conducen a dicha evolución. Margulis niega tal capacidad al genoma y otorga el protagonismo a los organismos.
Mientras que para la teoría de la síntesis evolutiva moderna el genoma es el director del proceso, y los organismos se limitan a seguir sus dictados indicados en el código genético, para Margulis son los organismos, los seres vivos, los que evolucionan y estampan el resultado de esa evolución en el genoma. Según ella, los organismos son los verdaderos actores del proceso y el genoma un registro que estos organismos se encargan de rellenar y modificar.
Consideró simplista la visión de la evolución dada por la teoría de síntesis evolutiva moderna, considerada como una «naturaleza roja de dientes y garras», entendiendo que debería ponerse en valor las diferentes interacciones de los organismos, especialmente de los organismos unicelulares. La idea de Margulis no se desvió en exceso de la de Darwin, pero consideró muy importantes las interacciones entre individuos y sostuvo la idea de que los organismos no compiten simplemente, buscan sobrevivir y en numerosas ocasiones se necesitan unos a otros para conseguirlo.
Margulis estuvo radicalmente enfrentada al neodarwinismo considerándolo un paradigma científico doctrinario y reduccionista. Defendió que el origen de las especies lo hallamos en la simbiogénesis y no en la mutación genética, entendida esta como errores producidos en el ADN; y que no habrían realmente pruebas, ni por la observación de la naturaleza, ni por trabajos de laboratorio, por las que pueda pensarse que las acumulaciones de las mutaciones genéticas al azar hayan sido las responsables de la eclosión de una sola especie.

Una vez le pregunté al elocuente y afable paleontólogo Niles Eldredge si sabía de algún caso en el que se hubiera documentado la formación de una nueva especie. Le dije que me conformaría con que su ejemplo hubiera sido extraído del laboratorio, del trabajo de campo o de la observación del registro fósil. Sólo pudo reunir un buen ejemplo: los experimentos de Theodosius Dobzhansky con Drosophila, la mosca de la fruta. En este fascinante experimento, poblaciones de mosca de la fruta criaban a temperaturas progresivamente crecientes, separándose genéticamente. Después de cerca de dos años, las criadas con calor ya no podían producir prole fértil con sus hermanas criadas con frío. «Pero —añadió rápidamente Eldredge— ¡esto resultó estar relacionado con un parásito!» De hecho, posteriormente se descubrió que las moscas que criaban en caliente carecían de una bacteria simbiótica intracelular que aparecía en las que lo hacían en frío. Eldredge descartó este caso como una observación de especiación porque implicaba una simbiosis microbiana. Le habían enseñado, como a todos nosotros, que los microbios son gérmenes y que cuando tienes gérmenes sufres una enfermedad, no te conviertes en una nueva especie. También le habían enseñado que la evolución mediante selección natural tiene lugar por la acumulación gradual, a lo largo de eones, de mutaciones genéticas simples.
Margulis, Planeta simbiótico

Sus críticas a la teoría de síntesis evolutiva moderna, a los considerados por ella sus métodos doctrinarios
son ignorados desde el neodarwinismo que se limita a incorporar a su paradigma la SET, una vez se ha considerado parcialmente demostrada.

Que las células animales y vegetales se originaron mediante simbiosis ya no es materia de controversia. La biología molecular, incluyendo la secuenciación genética, ha reivindicado este aspecto de mi teoría de la simbiosis celular. La incorporación permanente de bacterias dentro de las células animales y vegetales en forma de plastos y mitocondrias es la parte de mi teoría de la endosimbiosis serial que aparece ahora incluso en los libros de texto de los institutos. Pero el impacto completo de la visión simbiótica de la evolución todavía no se ha sentido; y la idea de que especies nuevas aparecen a partir de fusiones simbióticas entre miembros de las antiguas todavía no ha merecido siquiera discusión por parte de la sociedad científica respetable.
Margulis, Planeta simbiótico

## Obra

### Obra principal
Margulis se distinguió igualmente por su capacidad divulgadora. Sus libros escritos en solitario, en colaboración con Dorion Sagan (su hijo) y con otros distinguidos científicos fueron sumándose en número a esta labor. Su prosa es amena y el contenido de sus obras está al alcance de todos.

Además, los trabajos de Lynn Margulis son de esos que no pierden vigencia y sus libros pueden leerse y releerse una y otra vez, porque siempre hay «letra pequeña» que al principio puede pasar inadvertida. Son publicaciones que, además de informarnos, nos estimulan a reflexionar, tanto sobre el conocimiento del mundo biológico como del planetario.
 Marisa Castro, Universidad de Vigo.

- 1970, Origin of Eukaryotic Cells, Yale University Press.

- 1982, Early Life, Science Books International.

- 1986, en colaboración con Dorion Sagan, Origins of Sex : Three Billion Years of Genetic Recombination, Yale University Press.

- 1987, en colaboración con Dorion Sagan, Microcosmos: Four Billion Years of Evolution from Our Microbial Ancestors, HarperCollins. Trad.: Microcosmos. Tusquets Editores (1995).

- 1987 en colaboración con J. Lovelock, G. Bateson, H. Atlan, F. Varela, H. Maturana y otros. Gaia. A way of knowing. Trad español: Gaia. Implicaciones de la nueva biología. Editorial Kairós (1989)

- 1991 en colaboración con Dorion Sagan, Mystery Dance: On the Evolution of Human Sexuality, Summit Books.

- 1991, Symbiosis as a Source of Evolutionary Innovation: Speciation and Morphogenesis, The MIT Press.

- 1992, Symbiosis in Cell Evolution: Microbial Communities in the Archean and Proterozoic Eons, W.H. Freeman.

- 1997 En colaboración con Dorion Sagan, Slanted Truths: Essays on Gaia, Symbiosis, and Evolution, Copernicus Books.

- 1997 en colaboración con Karlene V. Schwartz, Five Kingdoms: An Illustrated Guide to the Phyla of Life on Earth, W.H. Freeman & Co. ISBN 0-613-92338-3 Cinco reinos. Guía ilustrada de los phyla de la vida en la Tierra. Editorial Labor, S.A. 335 págs. Barcelona, 1985 ISBN 84-335-5217-1

- 1998, Symbiotic Planet: A New Look at Evolution, Basic Books. Trad.: Planeta Simbiótico: Un nuevo punto de vista sobre la evolución. Ed. Debate (2002)

- 2002 Dorion Sagan, Acquiring Genomes: A Theory of the Origins of Species, Perseus Books Group. ISBN 0-465-04391-7 trad. castellano: Captando genomas. Una teoría sobre el origen de las especies. Ed. Kairós.

- 2002, The Ice Chronicles: The Quest to Understand Global Climate Change. University of New Hampshire.

- 2007. Margulis, Lynn, Dorion Sagan. Dazzle Gradually: Reflections on the Nature of Nature, Sciencewriters Books, ISBN 978-1-933392-31-8

- 2007. Margulis, Lynn, Eduardo Punset, eds. Mind, Life and Universe: Conversations with Great Scientists of Our Time, Sciencewriters Books, ISBN 978-1-933392-61-5

- 2007. Margulis, Lynn. Luminous Fish: Tales of Science and Love, Sciencewriters Books, ISBN 978-1-933392-33-2

- Margulis, Lynn (2009). «Genome acquisition in horizontal gene transfer: symbiogenesis and macromolecular sequence analysis».  En Gogarten, Maria Boekels; Gogarten, Johann Peter; Olendzenski, Lorraine C., ed. Horizontal Gene Transfer:Genomes in Flux 532. Humana Press. pp. 181-191. ISBN 978-1-60327-852-2. PMID 19271185. doi:10.1007/978-1-60327-853-9_10.

### Obra en español
- Margulis, Lynn; Olendzenski, Lorraine (1996). Evolución ambiental : efectos del origen y evolución de la vida sobre el planeta Tierra. Sole Rojo, Mónica (trad.) (1ª ed. edición). Alianza Editorial. pp. 416 p. ISBN 978-84-206-2841-7.
- Margulis, Lynn (2003). Una revolución en la evolución: Escritos seleccionados. Colección Honoris Causa. Valencia (España): Universitat de Valencia. pp. 374 p. ISBN 978-84-370-5494-0.
- Margulis, Lynn (2002). Peces luminosos: Historia de amor y ciencia. Vicente Campos (trad.). Tusquets Editores. ISBN 9788483108437.
- Margulis, Lynn; Dorion Sagan (1995). Microcosmos: Cuatro mil millones de años de evolución desde nuestros ancestros microbianos. Lewis Thomas, Ricard Guerrero (trad.) (2ª ed. edición). Tusquets Editores. pp. 317 p. ISBN 9788472238428.
- Margulis, Lynn; Dorion Sagan (1996). ¿Qué es la vida?. Tusquets Editores.
- Margulis, Lynn; Dorion Sagan. ¿Qué es el sexo?. Tusquets Editores.
- Margulis, Lynn (2002). Planeta simbiótico. Editorial Debate. p. 161. ISBN 84-8306-998-9.
- Margulis, Lynn; Dorion Sagan (2003). Captando Genomas. Una teoría sobre el origen de las especies. Editorial Kairos. p. 285. ISBN 84-7245-551-3.
- Margulis, Lynn; Michael F. Dolan (2009). Los inicios de la vida. La evolución en la Tierra precámbrica. Valencia (España): Cátedra de divulgación de la ciencia, Publicacions Universitat de Valencia (PUV). p. 225. ISBN 978-84-370-7378-1.